# Pastviny (Hranice)
Pastviny (deutsch Friedersreuth) ist ein Ortsteil der Stadt Hranice in Tschechien.

## Geographie

### Geographische Lage
Pastviny liegt acht Kilometer nördlich von Aš bzw. vier Kilometer südwestlich von Hranice und gehört zum Okres Cheb. Die Ortslage befindet sich rechtsseitig über dem Tal des Lužní potok (Zinnbach) in den Ausläufern des Fichtelgebirges. Östlich erhebt sich der Studánecký vrch (Hungersberg, 696 m), im Südosten der U lomu (707 m), südlich der Štítarský vrch (716 m), im Südwesten der Smrkovec (682 m) sowie nordöstlich die Smolnice (607 m). Obwohl der Ort keinen ganzen Kilometer von der deutsch-tschechischen Grenze entfernt ist, gibt es keinen Grenzübergang.

### Nachbargemeinden
Nachbarorte sind Kozí Hřbety und Trojmezí im Norden, Hranice, Krásňany und Novosedly im Nordosten, Studánka und Novoměstí im Osten, Podhradí, Smrčina und Kamenná im Südosten, Loupežnické Domky, Štítary und Olšany im Süden, die Wüstungen Újezd und Peklo im Südwesten, Faßmannsreuth im Westen sowie Sigmundsgrün im Nordwesten.

## Geschichte

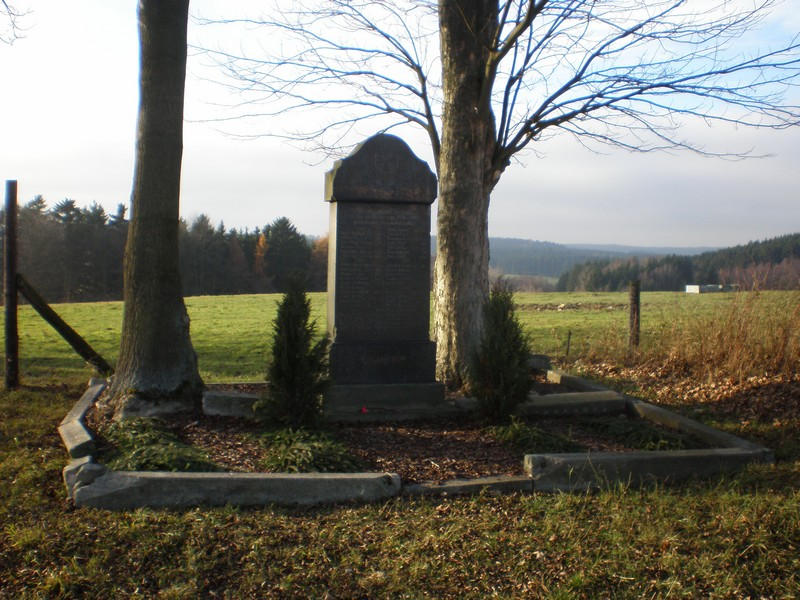
Gedenkstein für die Gefallenen des Ersten Weltkrieges

Der Ort wurde wahrscheinlich durch die Herren von Neipperg gegründet. Erstmals urkundlich erwähnt wurde er 1413, als die Neippergs die Herrschaft Neuberg an die Herren von Zedtwitz verkauften.
Die Gemeinde gehörte während der Habsburgermonarchie zum Gerichtsbezirk Asch bzw. Bezirk Asch und seit 1918 zur Tschechoslowakei.
Nach dem Münchner Abkommen wurde Pastviny dem Deutschen Reich zugeschlagen und gehörte bis 1945 zum Landkreis Asch.
Nach der Vertreibung der deutschen Bevölkerung (1945/46) sank die Einwohnerzahl drastisch. 1947 lebten in Pastviny nur noch 251 Menschen.
Im Jahr 1976 wurde Pastviny nach Hranice eingemeindet.

### Einwohnerentwicklung
| Jahr | Einwohnerzahl |
| ---- | ------------- |
| 1869 | 760           |
| 1880 | 810           |
| 1890 | 808           |
| 1900 | 856           |
| 1910 | 1004          |

| Jahr | Einwohnerzahl |
| ---- | ------------- |
| 1921 | 878           |
| 1930 | 921           |
| 1950 | 247           |
| 1961 | 158           |
| 1970 | 124           |

| Jahr | Einwohnerzahl |
| ---- | ------------- |
| 1980 | 84            |
| 1991 | 38            |
| 2001 | 54            |
| 2011 | 68            |

## Kultur und Sehenswürdigkeiten
- Gedenkstein für die Gefallenen des Ersten Weltkrieges